# Symphonie no 2 de Borodine
Pour les articles homonymes, voir Symphonie no 2.
La Symphonie no 2 en si mineur op.5 de Borodine fut commencée en 1869, la même année que son opéra Le Prince Igor avec lequel elle a d'étroits rapports.
La composition des deux œuvres fut longue et difficile. Pour sa symphonie, Borodine réutilisa des matériaux déjà présents dans l'opéra ou qui lui étaient destinés, renforçant leur liens de climat et de couleurs.
La symphonie fut terminée en 1876, et Borodine la surnomma lui-même Épique. Elle est en effet parcourue d'un puissant héroïsme, notamment son premier mouvement, dont le thème "épique" revient tout au long de l'œuvre. Les autres mouvements sont d'une couleur typiquement russe. L'Andante surtout est une superbe mélodie, qui rappelle le célèbre Dans les steppes d'Asie centrale, suivi sans pause du Finale au caractère de fête russe dont le thème est bien connu :
1. Allegro - Animato assai
2. Scherzo. Prestissimo - Allegretto - Tempo I
3. Andante
4. Finale. Allegro

Elle fut créée sans véritable succès en 1877, sous la direction d'Eduard Nápravník. Borodine fit des changements mineurs dans l'orchestration, et rencontra cette fois le succès sous la baguette de Rimski-Korsakov en 1879.
Son Prince Igor, lui resta sur sa table de travail jusqu'à sa mort en 1887 et demeura inachevé. Il fut complété par Rimski-Korsakov et Glazounov (qui compléta également sa Troisième symphonie commencée en 1882, elle aussi inachevée).

## Discographie
- Kirill Kondrachine avec l'Orchestre du Concertgebouw d'Amsterdam en 1980 (Philips Classics 412 070-1)
- Carlos Kleiber avec l'Orchestre Symphonique de la SWR de Stuttgart en 1972
- Jean Martinon avec le London Symphony Orchestra